# Miltiadīs Tentoglou
Miltiadīs Tentoglou, detto Míltos (in greco Μιλτιάδης Τεντόγλου?; Grevena, 18 marzo 1998), è un lunghista greco, campione olimpico a Tokyo 2020 e a Parigi 2024, campione mondiale a Budapest 2023 e campione mondiale indoor a Belgrado 2022 e a Glasgow 2024.
Nella stessa specialità ha vinto tre medaglie d'oro agli europei di Berlino 2018, Monaco di Baviera 2022 e Roma 2024, tre medaglie d'oro agli europei indoor di Glasgow 2019, Toruń 2021 e Istanbul 2023 ed è il detentore del record nazionale indoor con la misura di 8,55 m, stabilita nel 2022.

## Biografia
Nel luglio 2016 partecipa ai mondiali under 20 di Bydgoszcz, dove conquista la medaglia d'argento con una misura di 7,91 metri, alle spalle del cubano Maykel Massó (8,00 m). Un mese dopo prende parte ai Giochi olimpici di Rio de Janeiro 2016, risultando tra i più giovani membri della spedizione ellenica. La sua avventura olimpica si ferma tuttavia alle qualificazioni: dopo aver messo in fila un nullo, un salto da 7,64 e uno da 7,57 metri, si deve accontentare della 27ª piazza ed è eliminato anzitempo.
Il 18 giugno 2017, ai campionati nazionali greci di Patrasso, stabilisce un nuovo primato nazionale under 20 atterrando a 8,30 metri. Il 21 luglio dello stesso anno si laurea campione agli europei under 20 di Grosseto con la misura di 8,07 m, davanti al polacco Jakub Andrzejczak (8,02 m) e allo spagnolo Héctor Santos (7,96 m).
L'8 agosto 2018 vince la gara ai campionati europei saltando 8,25 m e superando il tedesco Fabian Heinle e l'ucraino Serhii Nykyforov, entrambi fermi a 8,13 m. Il 3 marzo 2019 ha conquistato il titolo di campione europeo durante i campionati europei indoor di Glasgow.
Nel 2021 trionfa agli europei indoor di Toruń e rappresenta la Grecia ai Giochi olimpici estivi di Tokyo 2020, dove vince la medaglia d'oro nel salto in lungo, grazie alla misura di 8,41, precedendo sul podio i cubani Juan Miguel Echevarría e Maykel Massó.
L'anno successivo si impone ai campionati mondiali indoor di Belgrado in 8,55 m e ai campionati europei di Monaco di Baviera in 8,52 m (nuovo record della competizione), mentre ai mondiali di Eugene si classifica al secondo posto, battuto solamente dal cinese Wang Jianan. Sempre nello stesso anno si aggiudica per la prima volta in carriera la Diamond League.
Inizia il 2023 trovando il suo terzo oro europeo indoor a Istanbul, mentre il 24 agosto vince la medaglia d'oro ai mondiali, imponendosi in quel di Budapest con 8,52 m contro gli 8,50 m del giamaicano Wayne Pinnock. In questo modo completa il cosiddetto grande slam, avendo vinto almeno una volta tutte le principali competizioni internazionali.
Nel 2024 conquista nuovamente la medaglia d'oro sia ai mondiali indoor di Glasgow sia agli europei di Roma, dove sigla il nuovo record dei campionati - nonché suo nuovo record personale - con la misura di 8,65 m. Il 6 agosto, durante i Giochi olimpici di Parigi, si aggiudica il suo secondo oro consecutivo nella manifestazione dopo quello di tre anni prima a Tokyo con un salto di 8,48 metri: diventa così il secondo lunghista della storia a mantenere il titolo olimpico per più di un'edizione dopo Carl Lewis.

## Progressione

### Salto in lungo
| Stagione | Misura | Luogo             | Data      | Rank. Mond. |
| -------- | ------ | ----------------- | --------- | ----------- |
| 2024     | 8,65 m | Roma              | 8-6-2024  | 1°          |
| 2023     | 8,52 m | Budapest          | 23-8-2023 | 2°          |
| 2022     | 8,52 m | Monaco di Baviera | 16-8-2022 | 1º          |
| 2021     | 8,60 m | Atene             | 26-5-2021 | 1º          |
| 2020     | -      | -                 | -         | -           |
| 2019     | 8,32 m | Gävle             | 12-7-2019 | 7º          |
| 2018     | 8,25 m | Berlino           | 8-8-2018  | 16º         |
| 2017     | 8,30 m | Patrasso          | 18-6-2017 | 10º         |
| 2016     | 8,19 m | Calamata          | 28-5-2016 | 21º         |
| 2015     | 7,73 m | Atene             | 26-7-2015 | 193º        |

### Salto in lungo indoor
| Stagione | Misura | Luogo    | Data      | Rank. Mond. |
| -------- | ------ | -------- | --------- | ----------- |
| 2022/23  | 8,41 m | Liévin   | 15-2-2023 | 1º          |
| 2021/22  | 8,55 m | Belgrado | 18-3-2022 | 1º          |
| 2020/21  | 8,35 m | Toruń    | 5-3-2021  | 2º          |
| 2019/20  | 8,26 m | Il Pireo | 29-2-2020 | 2º          |
| 2018/19  | 8,38 m | Glasgow  | 3-3-2019  | 1º          |
| 2017/18  | 7,95 m | Metz     | 11-2-2018 | 27º         |
| 2016/17  | 7,65 m | Atene    | 18-2-2017 | 114º        |
| 2015/16  | 7,30 m | Il Pireo | 13-2-2016 | 469º        |

### Salto triplo
| Stagione | Misura  | Luogo    | Data      | Rank. Mond. |
| -------- | ------- | -------- | --------- | ----------- |
| 2016     | 15,61 m | Kastoria | 23-4-2016 | 386º        |

## Palmarès
| Anno | Manifestazione          | Sede           | Evento         | Risultato | Prestazione | Note                                                  |
| ---- | ----------------------- | -------------- | -------------- | --------- | ----------- | ----------------------------------------------------- |
| 2015 | Mondiali U18            | Cali           | Salto in lungo | 5º        | 7,66 m      |                                                       |
| 2016 | Mondiali U20            | Bydgoszcz      | Salto in lungo | Argento   | 7,91 m      |                                                       |
| 2016 | Giochi olimpici         | Rio de Janeiro | Salto in lungo | 27º (q)   | 7,64 m      |                                                       |
| 2017 | Europei U20             | Grosseto       | Salto in lungo | Oro       | 8,07 m      |                                                       |
| 2017 | Mondiali                | Londra         | Salto in lungo | 19º (q)   | 7,79 m      |                                                       |
| 2018 | Mondiali indoor         | Birmingham     | Salto in lungo | 9º        | 7,82 m      |                                                       |
| 2018 | Europei                 | Berlino        | Salto in lungo | Oro       | 8,25 m      | Miglior prestazione personale stagionale              |
| 2019 | Mediterraneo U23 indoor | Miramas        | Salto in lungo | Oro       | 7,99 m      |                                                       |
| 2019 | Europei indoor          | Glasgow        | Salto in lungo | Oro       | 8,38 m      | Miglior prestazione mondiale stagionale               |
| 2019 | Europei U23             | Gävle          | Salto in lungo | Oro       | 8,32 m      |                                                       |
| 2019 | Mondiali                | Doha           | Salto in lungo | 10º       | 7,79 m      |                                                       |
| 2021 | Europei indoor          | Toruń          | Salto in lungo | Oro       | 8,35 m      | Miglior prestazione mondiale stagionale               |
| 2021 | Giochi olimpici         | Tokyo          | Salto in lungo | Oro       | 8,41 m      |                                                       |
| 2022 | Mondiali indoor         | Belgrado       | Salto in lungo | Oro       | 8,55 m      | Miglior prestazione mondiale stagionale               |
| 2022 | Mondiali                | Eugene         | Salto in lungo | Argento   | 8,32 m      |                                                       |
| 2022 | Europei                 | Monaco         | Salto in lungo | Oro       | 8,52 m      | Record dei campionati                                 |
| 2023 | Europei indoor          | Istanbul       | Salto in lungo | Oro       | 8,30 m      |                                                       |
| 2023 | Giochi europei          | Chorzów        | Salto in lungo | Oro       | 8,34 m      | [ 8 ]                                                 |
| 2023 | Mondiali                | Budapest       | Salto in lungo | Oro       | 8,52 m      | Miglior prestazione personale stagionale              |
| 2024 | Mondiali indoor         | Glasgow        | Salto in lungo | Oro       | 8,22 m      |                                                       |
| 2024 | Europei                 | Roma           | Salto in lungo | Oro       | 8,65 m      | Miglior prestazione personale · Record dei campionati |
| 2024 | Giochi olimpici         | Parigi         | Salto in lungo | Oro       | 8,48 m      |                                                       |
| 2025 | Mondiali indoor         | Nanchino       | Salto in lungo | 5º        | 8,14 m      | Miglior prestazione personale stagionale              |

## Campionati nazionali
- 5 volte campione greco assoluto del salto in lungo (2017, 2018, 2019, 2021, 2022)
- 4 volte campione greco assoluto del salto in lungo indoor (2019, 2020, 2021, 2022)
- 1 volta campione greco under 20 del salto in lungo (2016)

2014
- Bronzo ai campionati greci U20 (Serres), salto in lungo 6,92 m

2015
- Bronzo ai campionati greci assoluti (Atene), salto in lungo - 7,73 m

2016
- Argento ai campionati greci assoluti indoor (Il Pireo), salto in lungo - 7,30 m
- Bronzo ai campionati greci assoluti (Patrasso), salto in lungo - 7,83 m
- Oro ai campionati greci U20 (Serres), salto in lungo - 7,69 m

2017
- Argento ai campionati greci assoluti indoor (Atene), salto in lungo - 7,65 m
- Oro ai campionati greci assoluti (Patrasso), salto in lungo - 8,30 m

2018
- Oro ai campionati greci assoluti (Patrasso), salto in lungo - 8,24 m

2019
- Oro ai campionati greci assoluti indoor (Il Pireo), salto in lungo - 8,19 m
- Oro ai campionati greci assoluti (Patrasso), salto in lungo - 8,22 m

2020
- Oro ai campionati greci assoluti indoor (Il Pireo), salto in lungo - 8,26 m

2021
- Oro ai campionati greci assoluti indoor (Il Pireo), salto in lungo - 8,00 m
- Oro ai campionati greci assoluti (Patrasso), salto in lungo - 8,48 m

2022
- Oro ai campionati greci assoluti indoor (Il Pireo), salto in lungo - 8,20 m
- Oro ai campionati greci assoluti (Salonicco), salto in lungo - 8,32 m

## Altre competizioni internazionali
2018
- Argento in Coppa continentale ( Ostrava), salto in lungo - 8,00 m

2021
- Oro all'Herculis ( Monaco), salto in lungo - 8,24 m

2022
- Oro al Meeting international Mohammed VI d'athlétisme de Rabat ( Rabat), salto in lungo - 8,27 m
- Oro ai Bislett Games ( Oslo), salto in lungo - 8,10 m
- Oro al Kamila Skolimowska Memorial ( Chorzów), salto in lungo - 8,13 m
- Oro al Weltklasse Zürich ( Zurigo), salto in lungo - 8,42 m
- Vincitore della Diamond League nella specialità del salto in lungo

2023
- Oro al Meeting de Paris ( Parigi), salto in lungo - 8,13 m
- Oro ai Campionati europei a squadre di atletica leggera ( Chorzów), salto in lungo - 8,34 m
- Argento all'Athletissima ( Losanna), salto in lungo - 8,07 m
- Oro al Weltklasse Zürich ( Zurigo), salto in lungo - 8,20 m

2024
- Argento al Doha Diamond League ( Doha), salto in lungo - 8,36 m
- Oro all'Athletissima ( Losanna), salto in lungo - 8,06 m
- Argento al Weltklasse Zürich ( Zurigo), salto in lungo - 8,02 m
- Bronzo al Memorial Van Damme ( Bruxelles), salto in lungo - 8,15 m

2025
- Bronzo al Golden Gala Pietro Mennea ( Roma), salto in lungo - 8,10 m
- Oro ai Campionati europei a squadre di atletica leggera ( Madrid), salto in lungo - 8,46 m
- Argento al London Athletics Meet ( Londra), salto in lungo - 8,19 m